# 尼古拉·齐姆巴尔
尼古拉·安德烈耶维奇·齐姆巴尔（俄语：Николай Андреевич Цымбал，1925年1月20日—2020年1月15日），苏联军事将领，空军中将。

## 生平
1925年生于乌克兰基輔省纳斯塔什卡村。1941年苏德战争爆发后，时年16岁的他自愿参加苏联红军，历任莫斯科第二军事步兵学校学员、排长、副连长。1942年后转移至共青团步兵团，曾在白俄罗斯第一方面军和波罗的海第二方面军战斗。
1945年战争结束后，就读于列宁军事政治学院，毕业后历任军级政治委员助理、巴库防空区政治委员助理（负责共青团工作）、空军某轰炸机师政治委员、北极集团军副司令等职。1966年毕业于苏联总参谋部军事学院。1966年至1972年，为远东第一特种空军部队军事委员会成员，1972年至1981年，担任苏联空军第一副政治委员。1981年至1988年，担任加加林空军学院副院长。1988年退役。1988年至1995年，担任苏联及俄罗斯退伍军人协会副会长。
2020年1月15日在莫斯科去世。